# 藤原仲平
藤原 仲平（ふじわら の なかひら）は、平安時代前期から中期にかけての公卿・歌人。藤原北家、摂政関白・藤原基経の二男。官位は正二位・左大臣。左京一条にある枇杷第を伝領した事から、枇杷左大臣と呼ばれる。

## 経歴
兄・時平と同じく人康親王女を母として生まれる。兄同様に殿上童を勤め、正五位下に叙された後、寛平2年（890年）宇多天皇の加冠により殿上で元服し、同年右衛門佐に任ぜられる。
のち、近衛少将・中将と武官を務める一方で、中宮大夫を兼ねて皇太夫人・藤原温子にも仕え、寛平6年（894年）には従四位下に昇叙されている。昌泰3年（900年）従四位下に昇進したばかりの5歳下の弟・藤原忠平が弱冠21歳で参議に抜擢されて、公卿昇進に際してその後塵を拝した。ところが、1ヶ月ほどで宇多上皇の命令により忠平は参議を辞退すると、仲平は昌泰4年（901年）従四位上・蔵人頭、延喜7年（907年）正四位下と昇進して、官位面で再び忠平を追い越したに見えた。延喜8年（908年）正月に忠平が参議に還任すると、2月には仲平も参議に任官して揃って公卿に列す。しかし、翌延喜9年（909年）長兄の左大臣・藤原時平が没すると、忠平が藤氏長者を継ぐとともに、上位の参議6名を越えて従三位・権中納言に叙任される。ここで、仲平は大きく差をつけられてしまい、以降官位面で追いつくことはできなかった。
その後、藤原氏傍流の後任参議である藤原道明・藤原定方・藤原清貫に昇進を越されながらも、延喜17年（917年）従三位・中納言、延長4年（926年）正三位、延長5年（927年）大納言と累進し、朱雀朝の承平3年（933年）右大臣に任ぜられ、忠平に遅れること20年にしてようやく大臣の官職に就任した。またこの間の延喜19年（919年）醍醐天皇の勅命を奉じて大宰府に下り、奉行として当所の天満宮の社殿を造営した。
承平7年（937年）左大臣に任ぜられ、天慶3年（940年）には呉越王に書を送っている。天慶6年（943年）正二位に至る。天慶8年（945年）9月1日に出家（最終官位は左大臣正二位兼行左近衛大将皇太子傅）し、同月5日に薨御。享年71。

## 人物
官位面で弟・藤原忠平の後塵を拝したが、温和敦厚な人柄と伝わる仲平も、こればかりは心苦く思っていたという。また、この不満により、仲平は時々公事をないがしろにすることがあり、忠平をもって「人臣の節あにかくのごときか」と嘆かせている。
歌人として優れ、『古今和歌集』には若年でありながら1首入集、勅撰和歌集に11首入集。姉藤原温子の女官伊勢との恋愛でも知られる。
延喜11年（911年）に宇多上皇の主催で亭子院で開かれた酒合戦に酒豪として招聘され参加。大量に飲んで殿上に嘔吐した。
『二中歴』によれば、仲平が自分の屋敷に好んで枇杷の木を植えたことから、その邸宅は「枇杷殿（枇杷第）」と呼ばれたと伝えられている。ただし、仲平の祖父にあたる藤原長良も「枇杷殿」と呼ばれており、長良の旧宅「枇杷殿」を（恐らく基経経由で）仲平が相続したのではないかとする説もある。また、『古今和歌集目録』によれば、仲平は枇杷殿にて誕生したとされている。また、枇杷殿は名邸宅として知られ、仲平の死後に女系を伝って、後に藤原道長に伝領された。

## 官歴
注記のないものは『公卿補任』による。
- 寛平2年（890年） 2月13日：元服[5]、正五位下[6]。閏9月20日：右衛門佐
- 寛平4年（892年） 2月26日：右近衛少将
- 寛平5年（893年） 正月11日：兼讃岐権守（蔵人）
- 寛平6年（894年） 正月7日：従四位下
- 寛平8年（896年） 正月26日：右近衛中将
- 寛平9年（897年） 6月19日：左近衛中将
- 寛平10年（898年） 正月29日：兼紀伊権守
- 昌泰2年（899年） 3月7日：兼中宮大夫（皇太夫人・藤原温子）。10月4日：昇殿
- 昌泰3年（900年） 正月11日：兼讃岐権守
- 昌泰4年（901年） 正月7日：従四位上。3月19日：蔵人頭
- 延喜6年（906年） 2月23日：兼備前守
- 延喜7年（907年） 正月7日：正四位下。6月：罷中宮大夫（藤原温子薨）
- 延喜8年（908年） 正月12日：兼近江権守。2月24日：参議、左近衛中将近江権守等如元
- 延喜9年（909年）  9月27日：兼左兵衛督
- 延喜10年（910年） 正月28日：兼備前権守
- 延喜13年（913年） 4月15日：兼春宮大夫（春宮・保明親王）
- 延喜17年（917年） 正月7日：従三位。正月29日：中納言、左兵衛督春宮大夫如元
- 延喜21年（921年） 正月30日：兼左衛門督
- 延喜23年（923年） 3月：止大夫（保明親王薨）
- 延長2年（924年） 3月1日：兼陸奥出羽按察使、左衛門督如元
- 延長4年（926年） 正月7日：正三位
- 延長5年（927年） 正月12日：大納言。陸奥出羽按察使如元
- 延長8年（931年） 12月17日：兼右近衛大将
- 承平2年（932年） 8月30日：左近衛大将
- 承平3年（933年） 2月13日：右大臣、左近衛大将如元
- 承平5年（935年） 正月23日：従二位
- 承平6年（936年） 12月8日：蔵人別当
- 承平7年（937年） 正月22日：左大臣
- 天慶6年（943年） 正月7日：正二位
- 天慶7年（944年） 4月22日：兼東宮傅、左近衛大将如元
- 天慶8年（945年） 9月1日：出家（左大臣正二位兼行左近衛大将皇太子傅）[5]。9月5日：薨御[5]

## 系譜
- 父：藤原基経（昭宣公） - 摂政関白太政大臣
- 母：人康親王の娘
- 妻：藤原善子（?-943）
  - 男子：遍勃（902-976）
  - 女子：藤原暁子 - 有明親王妃
  - 女子：藤原明子 - 藤原敦忠室、のち藤原師氏室

## 登場作品
映画
- 『恋や恋なすな恋』（1962年、演：原健策）

テレビドラマ
- 『風と雲と虹と』（1976年、NHK大河ドラマ、演：永井智雄）